# Centrarthra diffusa
Centrarthra diffusa là một loài bướm đêm trong họ Noctuidae.